# Umbonata
Umbonata là một chi nhện trong họ Araneidae.